# Ivar Kruse
Ivar Teodor Kruse, född 6 mars 1924 i Rämmens församling i Värmlands län, död där 4 januari 2006, var en svensk bandyspelare.
Ivar Kruse spelade i den värmländska klubben Lesjöfors IF, ("LIF", "Bandybaronerna"). Kruse var under den större delen av tiden i allsvenskan Lesjöfors främste anfallsspelare. Han förblev klubben trogen trots anbud från många andra storklubbar.
Han var en säker spelare och skytt som ofta avgjorde jämna matcher med snygga mål. Kruse var ständigt i centrum som "rubrikernas man" i tidningarna. Han var snart också aktuell för landslaget där han spelade mot bland annat Norge A och Finland A och B. Han spelade även i Sveriges första match mot den dominerande nationen Sovjetunionen där det överraskande blev 2-2. Kruse fick också vara med om att slå Sovjetunionen. Det skedde i en landskamp på Skogsvallen i Nässjö, där Sveriges landslag vann med 6-5.
Den 5 januari 1957 gjorde han två mål då Lesjöfors IF besegrade AIK med 5-2 på Stockholms stadion i Division 1 Södra, vilket var första gången en match i Sveriges högstadivision i bandy spelades under elljus.
På äldre dagar var han engagerad som tränare och ledare. På fem år lyckades Ivar Kruse föra upp Filipstads IF från Division III till Division I. Kruse spelade sin sista match för LIF som 39-åring och äldst på planen.
Ivar Kruse var far till bandyspelaren Kjell Kruse.